# Riding Bean
Riding Bean (japanisch ライディング・ビーン) ist ein japanischer Anime-Film, der als OVA von Studio Artmic produziert wurde.

## Handlung
Bean Bandit, bei der Polizei als Roadbuster bekannt, ist in Chicago ein Kurier für alles. Mit seiner Partnerin Rally Vincent, eine Meisterin im Umgang mit Schusswaffen, transportiert er für Gut und Böse alles Mögliche durch die Stadt, vorausgesetzt, die Bezahlung stimmt.
Bei seinem ersten Auftrag zu Beginn des Films arbeitet Bandit als Fluchtfahrer für zwei Bankräuber. Bei diesen Bankräubern, die zunächst verkleidet sind, handelt es sich um eine Frau namens Semmerling und ein Mädchen namens Carrie, die, wie sich später herausstellt, die Geliebte von Semmerling ist.
Bei seinem nächsten Auftrag soll Bandit ein kleines Mädchen namens Chelsea Grimwood im Auftrag eines Morris Grey, der jedoch Semmerling in Verkleidung ist, zu Hause abliefern. Doch das Ganze ist eine Falle, die ihm von Semmerling gestellt wurde. Auf dem Anwesen der Grimwoods wird Bean von den Wachen sofort angegriffen, da diese denken, er habe das Mädchen entführt. Zusätzlich ist ihm nun auch die Polizei auf den Fersen, die ihn ebenfalls für den Entführer hält. Ihm bleibt nichts anderes übrig, als sich auf die Suche nach Semmerling zu machen. An einer Tankstelle findet er sie und es entwickelt sich eine Verfolgungsjagd. In einem Parkhaus können Bean und seine Partnerin Rally Semmerling und ihren Komplizen töten.
Danach müssen Bandit und Rally fliehen, da die Polizei das Gebäude umstellt hat. Auf ihrem Weg nach draußen treffen sie auf Carrie, derer sie sich schließlich annehmen. Gemeinsam fliehen die drei aus dem Parkhaus.

## Veröffentlichungen

### Manga
Es wurde auch ein Manga von Riding Bean produziert, der jedoch aufgrund der Einstellung des Manga-Magazins Comics Noisy nicht fertiggestellt wurde und nur vier Kapitel umfasste.

### Anime
In Japan wurde die Original Video Animation am 22. Februar 1989 veröffentlicht. In Deutschland  erschien der Film erstmals am 29. April 1996 auf VHS. Auf DVD wurde der Film am 14. Juli 2003 von OVA Films veröffentlicht und die OVA am 18. Mai 2001 erstmals im deutschen Fernsehen auf VOX ausgestrahlt.

## Kritik
„Reizvoll und detailreich in den Hintergrundentwürfen, bedient sich der Film nicht ungeschickt üblicher Genreelemente, bleibt dabei aber plakativ und krankt sichtlich an der steifen Fließband-Animation.“

## Sonstiges
In Kenichi Sonodas nachfolgendem Werk, dem Manga Gunsmith Cats, hat Rally Vincent die Hauptrolle. Auch Bean Bandit hat einige Auftritte in dem Manga.